# Pervomaiski (Novokubansk, Krasnodar)
Pervomaiski (del ruso: Первомайский) es un posiólok del raión de Novokubansk, en el krai de Krasnodar de Rusia. Está situado en las llanuras cercanas a la orilla derecha del río Kubán, 16 km al sureste de Novokubansk y 176 km al este de Krasnodar. Tenía 386 habitantes en 2010.
Pertenece al municipio Prikubánskoye.